# خاویر نابارته
خاویر نابارِته (اسپانیایی: Javier Navarrete‎؛ زادهٔ ۱۹۵۶ میلادی) موسیقی‌دان و آهنگساز اهل اسپانیا است.
از فیلم‌ها یا مجموعه‌های تلویزیونی که وی در آن‌ها نقش داشته است، می‌توان به اینکهارت، خشم تایتان‌ها، هزارتوی پن، بیزانتیوم، آینه‌ها و فاحشه اشاره نمود.
او برندهٔ جوایزی چون «جایزه امی ساعات پربیننده» و «جایزه آریل» شده است و همچنین نامزد دریافت جایزه اسکار بهترین موسیقی فیلم (۲۰۰۷)، جایزه گرمی (۲۰۰۸)، جایزه گویا (۲۰۰۷) و جایزهٔ امی (۲۰۱۲) هم بوده است.